# Nowiny (powiat szczycieński)
Nowiny (niem. Neu Schiemanen) – wieś w Polsce położona w województwie warmińsko-mazurskim, w powiecie szczycieńskim, w gminie Szczytno, ok. 7 km na południe od Szczytna. W latach 1975–1998 miejscowość należała administracyjnie do województwa olsztyńskiego.
Wieś mazurska z zachowanymi chałupami drewnianymi oraz murowanych domów z początku XX w.

## Historia
Nazwa wsi bierze się od „nowizny”, czyli nowych gruntów przyznanych na cele rolnicze. Powstała na tak zwanych nowiznach Lasów Korpelskich, na północ od wsi Szymany, obok biegnącej linii kolejowej. Nowiny, nazywane też Nowymi Szymanami, założono po 1860 r., w pobliżu dawnej smolarni, należącej do wsi Szymany. Murowana szkoła wybudowana została w 1913. Od 1985 r. funkcjonuje Gminne Przedszkole w Nowinach.